# 모글리: 정글의 전설
《모글리: 정글의 전설》(영어: Mowgli: Legend of the Jungle)는 2018년 공개된 실사, 모험, 판타지 영화이다. 러디어드 키플링의 소설 정글 북을 원작으로 한다.
2018년 7월 배급권이 워너 브라더스에서 넷플릭스로 변경되었으며, 2018년 12월 7일 넷플릭스를 통해 전 세계 동시 공개되었다.

## 출연

### 주연
- 베네딕트 컴버배치: 시어 칼
- 크리스찬 베일: 바기라
- 케이트 블란쳇: 카아
- 나오미 해리스: 니샤
- 앤디 서키스: 발루

### 조연
- 잭 레이너
- 에디 마산: 비한
- 매튜 리즈
- 톰 홀랜더: 타바키
- 프리다 핀토
- 피터 뮬란
- 로한 챈드: 모글리
- 로빈 베리

## 기타
- 원작자: 러디어드 키플링
- 총괄프로듀서: 닉키 페니
- 미술: 게리 프리맨
- -스턴트: 마크 모트램
- 섭외: 루시 베반